# 泉パークタウン
| 高森地区 | 8,301人  |
| 桂地区   | 5,531人  |
| 寺岡地区 | 5,570人  |
| 紫山地区 | 5,424人  |
| 朝日地区 | 91人     |
| 合計     | 24,917人 |

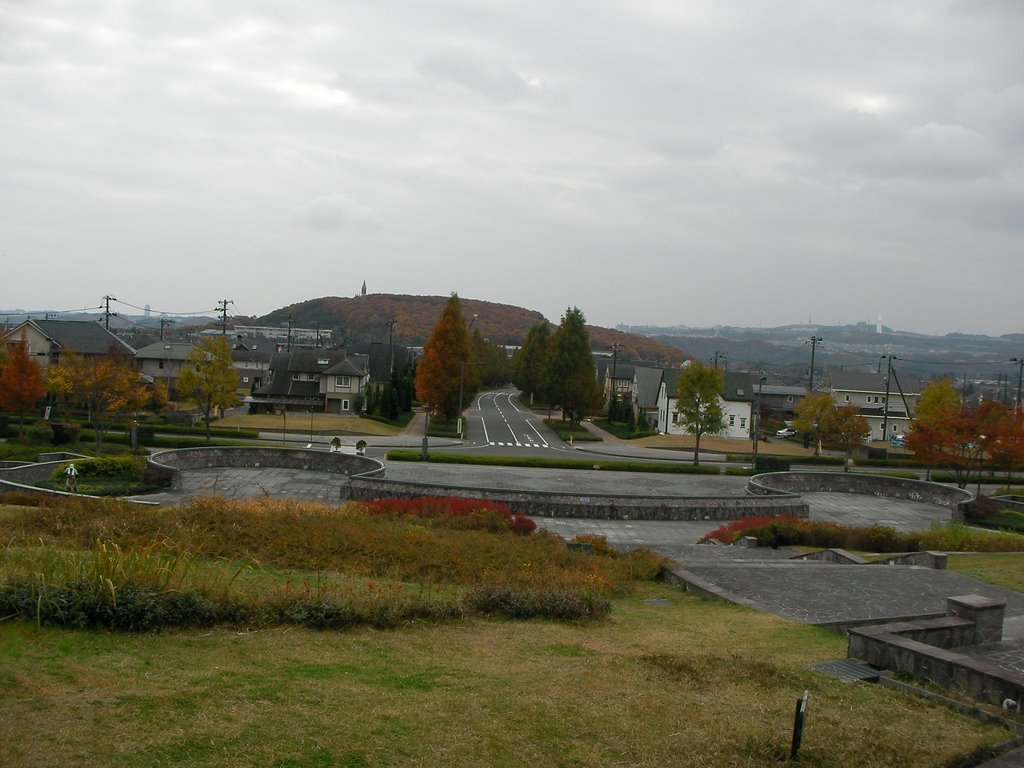
紫山公園から南を望む

泉パークタウン（いずみパークタウン）は、宮城県仙台市泉区の丘陵地帯にあるニュータウン。
三菱地所グループ（子会社含む）が開発主体となって1969年（昭和44年）から事業が実施され、開発総面積の約1074ヘクタール（約325万坪）は民間のニュータウンとして日本最大の規模を誇る。住居区域は5地区6住区から構成されており、2022年（令和4年）2月に最後の第6住区となる新住区「朝日」の東工区が土地造成を終え、入居を開始した。
タウン内の随所に公園を配置、メイン道路の両側にはそれぞれ幅40メートルの樹木帯が設けられ、三菱地所が管理している。このほか、建物の外壁の色に配慮し、ケーブル類を地下埋設した東北初という街区も整備するなど、自然と都市が融合し、年月を感じさせない街並みで今も人気が高く仙台を代表する新興住宅地として評価されている。

## 歴史

### 開発までの経緯
昭和40年代の仙台は人口の集中が著しく、住宅が不足していた。また戦災で都心が全焼した仙台は、戦後、計画的な都市計画が行われ、都心は整備されていたものの、郊外では道路網の整備もあまり進んでいない状態だった。一方、東北新幹線構想が打ち出され、東北地方は脚光を浴び始めていた。これらを背景に、そのころ仙台は北部地域でニュータウンや団地を含めた開発が進み、一部では乱開発に近いものも見られた。そうした折の1969年（昭和44年）春、後に三菱地所から開発計画地の買収業務を委託されることになる三栄産業社長から、仙台駅の北方約9キロメートルに所在する将監団地の東側に当たる向陽台地区の開発について誘いがあった。同地は開発適地ではあったが、すでに地元で一部開発が始まっており、規模が小さかったこともあって見送りになった。
しかしながらこの案件がきっかけとなって、同年5月に渡辺武次郎から三菱地所社長を引き継いだばかりの中田乙一は、現地の事情に通じるようになり、仙台視察の際、当時の高橋進太郎宮城県知事から仙台地区での宅地開発の協力要請を受け、当初は将監団地の南西に位置する今日の加茂団地となる地域の開発を打診されたが、結局ここは宮城県住宅供給公社が開発を行うことになった。このとき中田は将監団地の西側に隣接する広大な高台で、山林の広がる南向き斜面に注目し、その開発を胸に描いた。
中田が胸に描いた三菱地所の買収予定地は、仙台市西北部10キロメートル圏に位置する宮城郡泉町（1971年市制施行泉市となる）黒川丘陵の東西6キロメートル、南北2キロメートルの南傾斜の土地で、用地の買収は1969年（昭和44年）12月から始まり、この業務は同地区開発のきっかけをつくった三栄産業に委託されたが、2年間で大半の買収が完了した。これは土地の広さからみて異例の速さだった。その理由として、まず対象地が薪炭林や水源涵養林であったため、土地所有者の理解が得られやすかったこと。そのうえ水源涵養林の林内には多くの溜池があり、土地の買収にあたって真っ先に灌漑用水路の整備を約束したことが功を奏し、また買収当時は、まだ田中角栄首相の日本列島改造論による地価高騰が始まる前であったことから、値上がり期待による売り惜しみなどなく、買収しやすかった側面も無視できない。と『三菱地所社史』には記載されている。
土地開発のマスタープランづくりは、三菱地所の建築技術研究室、土木部および新設されたばかりの住宅研究部が中心となり作業を進めた。開発面積約1,070ヘクタール、計画人口5万人に及ぶ大規模複合開発は、当時主流だった単に新興住宅地を建設して大都市の住宅供給を行うという趣旨ではなく、最先端の工業団地やゴルフ場、スポーツ施設、大規模商業地区、大学等がある一つの完結した都市を作ることを目的とした。

### 分譲後
計画用地は市街化調整区域に指定されていたが、建設省、宮城県および東北農政局との意見調整の末、1973年（昭和48年）3月に開発許可が下り、6月7日に起工式が行われた。分譲事業は、50区画の更地販売を第一弾として、1974年（昭和49年）9月にスタートを切り、宅地分譲にあたっては一般ユーザーに対する更地販売や建売分譲のほか、住宅メーカーへの卸を行い、同年度は総数287区画の分譲を行った。入居は1975年（昭和50年）8月から始まり、最初の1、2年はオイルショックの影響を受けたのに加え、街としての機能も緒についたばかりであったことから、期待どおりには入居者は増えなかった。しかし、同年10月に高森ショッピングプラザ内にスーパーマーケットがオープン、翌年4月第1期全工区が竣工するとともに仙台市営バスの乗り入れが開始され、1977年（昭和52年）4月高森小学校、78年4月に高森明泉幼稚園が開園するなど、街の機能が順次整備されていき、同年10月、入居者は300世帯に達した。その後も入居は着実に進み、1980年（昭和55年）12月に第2期寺岡地区（第4住区）への入居が始まるまで、年間150～200世帯が増加していき、1997年（平成9年）には紫山地区（第5住区）の分譲が開始されるに至った。
なお、泉市は1988年（昭和63年）3月1日に仙台市に編入合併され、1989年（平成元年）4月1日、仙台市の政令指定都市移行と同時に旧泉市は泉区となった。
2018年（平成30年）11月中旬から、最後の開発区域となる寺岡・紫山地区の西隣接地にあたる根白石地区（第6住区・約148万平方メートル）の造成工事が着手され、2022年（令和4年）春以降、一戸建て用の宅地1965区画の分譲が開始されている。このうち、2022年（令和4年）2月に土地造成を終え、入居の始まった「朝日」は、721区画、計画人口は約2000を見込む。第5住区までは三菱地所グループが単独で事業を進めてきたが、第6住区はパナソニックホームズ、関電不動産開発との3社で共同開発に取り組む。パナソニックグループは太陽光パネルや蓄電池などを導入したスマートタウンに力を入れており、第6住区ではエネルギー、健康、安心・安全、交通・物流の4分野で社会課題解決型のまちづくりを目指す。
年数の経過とともに新たな課題も浮かび上がってきており、第1期分譲地区である高森地区は住民の少子化、高齢化が著しい。最初に開校した高森小学校は1984年（昭和59年）に1084名を数えたが、のちに寺岡小学校、高森東小学校に分離、その後の児童数は減り続け、2005年（平成17年）には児童数195名、各学年1クラスとなったが、その後2丁目の共同住宅用地にマンションが建設されたことで子供の数が増加し、2009年（平成21年）4月には久しぶりに1年生が2クラスとなった。定住型住宅地なので、一度建てると住民の転出入は少ないため、学校を建設しても一時期においてはマンモス校になるが、その後は減少の一途をたどる。これは、市内の他の住宅団地（鶴ケ谷・茂庭台・南光台・長命ケ丘・泉ビレジ・将監・黒松など）でも同じように見られる傾向である。一方、仙台市都心部に隣接する住宅地（錦町・上杉・五橋・北仙台など）は次々と新しいマンションが出来ており、人口も郊外の団地と比較すれば増加の傾向にある。これは、中心街区は古くより住民の転出入が多かったことや、都心回帰の影響によるとされている。いずれにせよ、仙台においてもドーナツ化現象に付随する諸問題が浮上している。

### 受賞歴
泉パークタウンは、日本不動産学会の業績賞（2013年度）、土木学会景観・デザイン委員会の土木学会デザイン賞優秀賞（2014年度）を受賞している。また、国土交通省による都市景観100選に選ばれている。

## 構成地域
泉パークタウンは特色ごとに大きく4つのエリアにゾーニングされ、生活機能を担う「住居ゾーン」、パークタウンの中心となる「タウンセンター」、ゴルフ場やスポーツガーデンといったアクティビティ施設がある「スポーツ・レクリエーションゾーン」、研究・産業の中心となる工業団地「インダストリアルパークゾーン」から構成されている。
所属自治体は大部分が仙台市泉区だが、仙台白百合学園中学校・高等学校の一部と宮城大学は黒川郡大和町に所在している。両教育施設は泉パークタウンに隣接し、一体となって開発されているものの、厳密には三菱地所が運営主体の泉パークタウンとは異なる開発事業である。

### 住居ゾーン
仙台市泉区の高森・桂・寺岡・紫山・朝日の5地区6住区からなり、総面積は764ヘクタール。住区番号は東側から順に付番されているが、開発はタウンセンター周辺から始まっているため、住区番号と開発順は一致しない。
住区の一部の未供給の街区を後に売り出す例もあり、2011年（平成23年）5月には「寺岡山南街区」、2013年（平成25年）4月には「紫山1丁目東街区」が分譲開始されている。
また、「第5住区」（紫山）および「紫山1丁目東街区」は、都市緑地法に基づく緑地協定を仙台市と締結している。
| 住区    | 面積  | 計画     | 計画     | 開発  | 分譲 開始 | 該当範囲           | 該当範囲             |
| 住区    | 面積  | 戸数     | 人口     | 開発  | 分譲 開始 | 住所               | 地図                 |
| ------- | ----- | -------- | -------- | ----- | --------- | ------------------ | -------------------- |
| 第1住区 | 106ha | 02,300戸 | 09,200人 | 第4期 | 1991年    | 桂1 - 4丁目        | 地図 - Google マップ |
| 第2住区 | 089ha | 01,960戸 | 07,840人 | 第3期 | 1985年    | 高森2, 3, 6, 7丁目 | 地図 - Google マップ |
| 第3住区 | 105ha | 01,657戸 | 05,800人 | 第1期 | 1974年    | 高森1, 4, 5, 8丁目 | 地図 - Google マップ |
| 第4住区 | 155ha | 02,816戸 | 09,860人 | 第2期 | 1980年    | 寺岡1 - 6丁目      | 地図 - Google マップ |
| 第5住区 | 161ha | 02,400戸 | 09,600人 | 第5期 | 1997年    | 紫山1 - 5丁目      | 地図 - Google マップ |
| 第6住区 | 148ha | 01,965戸 | 05,500人 | 第6期 | 2022年    | 朝日1, 2丁目       |                      |
| 合計    | 764ha | 13,363戸 | 51,220人 |       |           |                    |                      |

なお、第二住区（高森）の北東に隣接する「オナーズヒル北高森」（面積：約6ヘクタール、全117区画、2010年造成完了）は、東北ミサワホームがセントラル自動車や東京エレクトロン等の進出による宅地需要増加を見越して開発した。

### タウンセンター
寺岡6丁目、高森1丁目、紫山2丁目、大和町学苑に跨って計画されている泉パークタウンの中心地。主要なものに、以下の施設がある。
- 仙台ロイヤルパークホテル
- 宮城県図書館
- 仙台泉プレミアム・アウトレット
- 泉パークタウン タピオ

#### 泉ソフトセンター
タウンセンターに隣接した紫山地区に整備されたエリア。ソフトウェア会社のグレープシティ、プルデンシャル生命ドライデンカスタマーセンター、地域医療機能推進機構仙台病院（JCHO仙台病院）が立地する。

### スポーツ・レクリエーションゾーン
明通地区西部から南部に泉パークタウンゴルフクラブ、泉パークタウンゴルフ練習場、ダンロップ泉パークタウンテニスクラブ、乗馬クラブ クレイン仙台泉パークタウン、およびマイナビベガルタ仙台泉パークタウンサッカー場で構成される泉パークタウンスポーツガーデンがある。

### インダストリアルパークゾーン
明通地区北部から東部に跨る工業流通団地。ほかの工業団地とは異なり、緑が多く働きやすい環境となっている。アルプス電気仙台開発センター、凸版印刷東日本事業部等のほか、当地に本社のある企業としてはNTKセラテック、仙台村田製作所、七十七銀行の泉センター（電算センター）、東北電力の泉センター（通信鉄塔がある）、河北新報社の印刷工場（河北新報印刷）等が立地し、仙台都市圏経済を影で支えている。

#### サイエンスパーク
明通2丁目のサイエンス関連が集積するエリア。日本赤十字社東北ブロック血液センター・宮城県赤十字血液センター、パナソニックシステムネットワークス開発研究所、宮城県産業技術総合センター、仙台保健福祉専門学校が所在する。

### 公園・緑地
| - 桂中央公園 - 高森東公園 - 高森自然公園 - 寺岡中央公園 - 紫山公園 | - 桂島緑地 - 大倉緑地 - 高森緑地 - 寺岡緑地 |

## 大規模イベント
1980年代には、泉パークタウンスポーツガーデンが大規模野外コンサートの開催地として利用されていた。現在は周辺に住宅が増えたため、開催例は見られない。以下に主な事例を列記する。
1987年（昭和62年）
- 8月20日 仙台ロックシティーカーニバル
出演：BOØWY、RED WARRIORS、バービーボーイズ、THE BLUE HEARTS、他

1988年（昭和63年）
- Select LIVE UNDER THE SKY '88[22]
出演：マイルス・デイビス、デビッド・サンボーン、パット・メセニー 他
- 8月13日・14日 サザンオールスターズ『真夏の夜の夢 1988大復活祭』

1989年（平成元年）
- 8月5日 TUBE「LIVE AROUND SPECIAL '89 "SUMMER CARNIVAL"」
- 8月11日 JT SUPER SOUND '89 
出演：安全地帯、久保田利伸、バブルガム・ブラザーズ、m.c.A・T

## 交通

### バス
泉パークバス（コミュニティバス）
パークタウン内各停留所から地下鉄南北線泉中央駅までを循環する。
宮城交通宮城大学線
仙台駅前から宮城大学・仙台保健福祉専門学校間を結ぶ。

### 一般道路
宮城県道264号大衡仙台線（北四番丁大衡線）
泉パークタウンの中心部を縦貫する幹線道路である。元々は都市計画道路北四番丁大衡線として仙台市都心部の幹線道路である北四番丁（国道48号）から泉パークタウン経て大衡村に至る都市計画道路であったが、2000年代に入り都市計画道路の全区間が宮城県道264号大衡仙台線としての指定を受けたので、現在は県道兼仙台市の都市計画道路である。2008年（平成20年）3月、国道48号と接続する北四番丁 - 北六番丁の区間で拡幅工事が完了。輪王寺 - 水の森3丁目の北山トンネルを含む区間が2012年（平成24年）3月に開通し、仙台都心部と泉パークタウンの移動が大幅に短縮された。
宮城県道263号泉ヶ丘熊ヶ根線
泉パークタウンの中心部を東西方向に貫いている幹線道路である。現在は紫山から先が不通区間で、ダート区間になっている。将来的に根白石地区が分譲される際に根白石方面へ延長・拡幅工事される予定である。